# Fanhui Shi Weixing
Fanhui Shi Weixing ( en chino simplificado: 返回 式 卫星, chino tradicional : 返回 式 衛星, en pinyin: Fǎnhuí Shì Wèixīng, que significa 'satélite recuperable') es una serie de satélites espías chinos recuperables. Dichos satélites se utilizaron tanto para observación militar como civil. En total se realizaron 26 lanzamientos, el primero, el FSW-0, el 5 de noviembre de 1974 y el último, el SJ-8, el 9 de septiembre de 2006.
Se crearon cuatro modelos de satélite: FSW-0, FSW-1, FSW-2, y el más moderno es el FSW-3. Todos los satélites se pusieron en órbita utilizando los cohetes Larga Marcha, la mayoría mediante la versión Larga Marcha 2C.
La realización exitosa de la tecnología de reentrada atmosférica y aterrizaje (el tercer país después de la Unión Soviética y los Estados Unidos) fue la base del segundo programa espacial tripulado chino (período 1978-1980), el tercer programa tripulado del Proyecto 863 (finales de 1980) y el programa actual Shenzhou (desde 1992).

## Precedentes
En la década de 1960 los dirigentes chinos decidieron unirse de forma independiente a la carrera espacial que enfrentaba a la URSS y EE. UU. en el trasfondo de la Guerra Fría. Ya desde el comienzo del programa espacial se decidió no limitarse únicamente a la creación de satélites, sino también planificar los vuelos espaciales tripulados, para lo cual se lanzó el programa de naves espaciales tripuladas Shuguan (Proyecto-714).
Como parte de la implementación del programa espacial, China trabajó primero en la creación de pequeños satélites Dongfang Hong y la serie de vehículos de lanzamiento Larga Marcha 1. Realizando el primer lanzamiento exitoso el 24 de abril de 1970. China se convirtió en el quinto en el mundo y el segundo en Asia en realizar ese reto.
El proyecto 714 "Shuguan" era una nave más grande y pesada y el lanzador CZ-2A  de la serie Larga Marcha-2, diseñado para él, eran en muchos aspectos similares a la nave espacial tripulada estadounidense "Gemini" y al vehículo de lanzamiento Titan-II. El proyecto 714 se suspendió en 1972 antes de alcanzar un resultado práctico por razones técnicas, económicas y políticas. Sin embargo, el lanzador CZ-2A se puso en funcionamiento y, sobre la base de los desarrollos en la nave Shuguan, se crearon grandes satélites FSW de dos y tres toneladas con módulo de descenso.

## Historia
China, comenzó a desarrollar este tipo de satélite a principios de 1970. El primer intento fallido de lanzar FSW tuvo lugar el 5 de noviembre de 1974. Del 26 al 29 de noviembre de 1975, el primer vuelo del satélite FSW. Los satélites se lanzaron desde el cosmódromo de Jiuquan en la provincia de Mongolia Interior y regresaban a la Tierra de forma segura en la plataforma de aterrizaje en un área especial (Distrito Especial Liuzhi;六枝特区) en la provincia de Guizhou. Y  del 7 al 10 de diciembre, el primer vuelo exitoso. Fue la primera misión de reentrada atmosférica de Asia y China se convirtieron en el tercer país en recuperar un satélite después de su misión.
Se desarrollaron cuatro generaciones : FSW-0; FSW-1; FSW-2 y la más reciente FSW-3. En total, hasta el 9 de septiembre de 2006, los satélites FSW se lanzaron 24-25 veces. Posteriormente, sus funciones de teledetección de la Tierra con fines civiles y militares, reconocimiento, fueron asumidos a la nueva generación de satélites optoelectrónicos chinos no recuperables a largo plazo Yaogan con fotografía digital y envío de datos a través de una línea de radio de alta velocidad, que no requirió el descenso de materiales fotográficos a la Tierra. Otras tareas de investigación comenzaron a realizarse durante los vuelos no tripulados y tripulados de las naves del programa Shenzhou (Proyecto-921) .

## Características
Durante su desarrollo, los satélites FSW se sometieron a una serie de actualizaciones sucesivas; en total, se crearon cuatro, o cinco, generaciones: FSW-0, FSW-1 (FSW-1A), FSW-2, FSW-3. Dos satélites del los últimos lanzamientos iban cubiertos por una cofia, por lo que algunas fuentes los consideran como FSW-4. Transportaba cámaras multiespectrales a bordo. La resolución de las cámaras avanzadas de los satélites de la generación FSW-1 alcanzó los 10 metros. Los satélites no corregían la órbita, y sus vuelos fueron de corta duración, varios días.
El satélite FSW  tenía una masa de 3100  kg con una carga útil de 750 kg en su versión FWS-2. De forma aerodinámica, con 4,6 metros de altura y 2,2 metros de diámetro. Consiste en dos subconjuntos: el módulo del equipo también incluye un retrocohete que permite que el satélite regresar a la Tierra, el módulo de reingreso que regresa al suelo es largo 1.5 metros. Una característica novedosa del módulo de reentrada fue el empleo de un material natural, roble impregnado, como material ablativo para su escudo térmico.
Características comparativas de generaciones de satélites FSW:
|                             |                             | FSW-0               | FSW-1 | FSW-2                                                                     | FSW-3                  | FSW-4 |
| --------------------------- | --------------------------- | ------------------- | --- | ------------------------------------------------------------------------- | ---------------------- | --- |
| Peso bruto, kg              | Peso bruto, kg              | 1800                | 2100 | 2800~3100                                                                 | 3600                   | 3900 |
| Volumen de (m³)             | Volumen de (m³)             | 7,6                 | 7,6 | 12,8                                                                      |                        | |
| Peso al despegue kg         | Peso al despegue kg         | 340                 | 450 | 500~600                                                                   |                        | |
| Peso al regreso, kg         | Peso al regreso, kg         | 260                 | 260 | 400                                                                       |                        | |
| Duración del vuelo, días    | Duración del vuelo, días    | 3~5                 | 8 | 15~17                                                                     | 18                     | 27 |
| Nivel de microgravedad, g   | Nivel de microgravedad, g   | 10−3~10−5           | 10−3~10−5 | 10−3~10−5                                                                 | 10−3~10−5              | 10−3~10−5 |
| Parámetros orbitales        | Inclinación, grados         | 57~68               | 57~70 | 57~70                                                                     | 63~65                  | 63 |
| Parámetros orbitales        | Perigeo, km                 | 172~180             | 200~210 | 175~200                                                                   | 178 ~ 201              | 168 ~ 169 |
| Parámetros orbitales        | Apogeo, km                  | 400~500             | 300~400 | 300~400                                                                   | 264 ~ 330              | 547 ~ 553 |
| Parámetros orbitales        | Período , min.              | ~90                 | ~90 | ~90                                                                       |                        | |
| Lanzador                    | Lanzador                    | CZ-2A, CZ-2C        | CZ-2C | CZ-2D                                                                     | CZ-2C, CZ-2D           | CZ-2D |
| Total lanzamientos / fallos | Total lanzamientos / fallos | 10/1                | 5/0 | 3/0                                                                       | 3/0                    | 2/0 |
| Primer lanzamiento          | Primer lanzamiento          | 1974                | 9 de septiembre de 1987 | 9 de agosto de 1992                                                       | 3 de noviembre de 2003 | 29 de agosto de 2004                                                                                              |
| Último lanzamiento          | Último lanzamiento          | 5 de agosto de 1987 | 8 de octubre de 1993 | 20 de octubre de 1996                                                     | 29 de agosto de 2005   | 2 de agosto de 2005                                                                                               |
| Observaciones               | Observaciones               |                     | Cámara de película de por vida de 7 a 10 días con una resolución de 10 a 15 metros. Carga útil 330 kg incluyendo 180 kg de retorno a la Tierra | vida útil 18 días carga útil 750 kg incluyendo 350 kg retorno a la Tierra | vida útil 24 días      | A diferencia de otras series cubiertas por una cofia en el lanzamiento. Una resolución fotográfica de 0,5 metros. |

## Lanzamientos
Todos los satélites FSW fueron lanzados por los cohetes portadores de la serie Larga Marcha-2 desde el cosmódromo de Jiuquan. Debido al aumento de la masa de los satélites de generación FSW-1 a un valor de más de dos toneladas, se desarrolló una modificación del CZ-2C con mayor carga útil, y para más para las tres toneladas de FSW-2, el CZ-2D.
| Satélite | Fecha de lanzamiento | fecha de regreso              | carga útil en lanzamiento (kg) | carga útil en regreso (kg) | perigeo (km) | apogeo (km) | periodo orbital (min) | inclinación (°) |
| -------- | -------------------- | ----------------------------- | ------------------------------ | -------------------------- | ------------ | ----------- | --------------------- | --------------- |
| FSW-0-1  | 11/5/1974            | arranque fallido              | 1790                           | -                          | -            | -           | -                     | -               |
| FSW-0-2  | 26/11/1975           | 29/11/1975 aterrizaje forzoso | 1790                           | 600                        | 181          | 495         | 91.2                  | 63.0            |
| FSW-0-3  | 7/12/1976            | 10/12/1976                    | 1790                           | 600                        | 172          | 492         | 91.2                  | 59.5            |
| FSW-0-4  | 26/1978              | 29/1/1978                     | 1810                           | 650                        | 169          | 488         | 91.2                  | 57.0            |
| FSW-0-5  | 9/9/1982             | 14/9/1982                     | 1780                           | 610                        | 177          | 407         | 90.2                  | 63.0            |
| FSW-0-6  | 19/8/1983            | 24/8/1983                     | 1840                           | 630                        | 175          | 404         | 90.2                  | 63.3            |
| FSW-0-7  | 12/9/1984            | 17/9/1984                     | 1810                           | 620                        | 178          | 415         | 90.3                  | 68.0            |
| FSW-0-8  | 21/10/1985           | 26/10/1985                    | 1810                           | 620                        | 175          | 409         | 90.2                  | 63.0            |
| FSW-0-9  | 6/10/1986            | 11/10/1986                    | 1770                           | 610                        | 176          | 402         | 90.2                  | 57.0            |
| FSW-0-10 | 5/8/1987             | 10/8/1987                     | 1810                           | 650                        | 172          | 410         | 90.2                  | 63.0            |
| FSW-1-1  | 9/9/1987             | 17/9/1987                     | 2070                           | 610                        | 208          | 323         | 89.7                  | 63.0            |
| FSW-1-2  | 5/8/1988             | 13/8/1988                     | 2130                           | 640                        | 208          | 326         | 89.7                  | 62.8            |
| FSW-1-3  | 5/10/1990            | 13/10/1990                    | 2080                           | 650                        | 206          | 308         | 89.6                  | 57.1            |
| FSW-2-1  | 9/8/1992             | 25/8/1992                     | 2590                           | 640                        | 175          | 353         | 89.1                  | 63.1            |
| FSW-1-4  | 10/6/1992            | 13/10/1992                    | 2060                           | 600                        | 211          | 315         | 89.8                  | 63.0            |
| FSW-1-5  | 8/10/1993            | retorno fallido               | 2100                           | (650)                      | 214          | 317         | 89.6                  | 56.9            |
| FSW-2-2  | 3/7/1994             | 18/7/1994                     | 2760                           | 770                        | 178          | 333         | 89.5                  | 62.9            |
| FSW-2-3  | 20/10/1996           | 4/11/1996                     | 2970                           | 770                        | 176          | 354         | 89.7                  | 63.0            |
| FSW-3-1  | 3/11/2003            | 21/11/2003                    |                                |                            |              |             |                       |                 |
| FSW-3-2  | 29/8/2004            | 25/9/2004                     |                                |                            |              |             |                       |                 |
| FSW-3-3  | 27/9/2004            | 15/10/2004                    |                                |                            |              |             |                       |                 |
| FSW-3-4  | 8/2/2005             | 29/5/2005                     |                                |                            |              |             |                       |                 |
| FSW-3-5  | 29/5/2005            | 17/10/2005                    |                                |                            |              |             |                       |                 |
| SJ-8     | 9/9/2006             | 24/9/2006                     | 3000                           |                            | 173          | 336         | 89.60                 | 63.0            |

## Versión tripulada
A pesar de la falta de información sobre la historia del desarrollo de los satélites FSW, hay evidencias de que una vez cancelado el  primer programa de la nave espacial tripulada "Shuguan" a fines de la década de 1970 se desarrolló una versión tripulada del satélite FSW-0, probablemente principalmente debido a la menor masa que el Shuguan, para un segundo programa tripulado. Desde 1978 se hicieron algunas breves referencias de funcionarios chinos a la existencia de dicho programa, así como la publicación de fotografías, pero de repente cesaron en 1980.
Varios expertos y observadores sugieren que después de más de una docena de lanzamientos con éxito de los vehículos de lanzamiento Larga Marcha-2 y cuatro vuelos anuales de satélites FSW (el último de los cuales podría ser un ensayo general el 26 de enero de 1978), China lanzó en diciembre de 1978 (o el 7 de enero de 1979 según otras fuentes) el primer intento de lanzar un FSW tripulado, pero debido al fallo, con la posible muerte del astronauta, este programa se canceló después de un tiempo, y los lanzamientos de los satélites FSW (rediseñados para vuelos no tripulados en adelante) se reanudaron solo alrededor de 1982 y volvieron a ser anuales.